# Цуйван
Цуйван (монг. Цуйван) — традиційна монгольська страва. Вид локшини, популярний у багатьох народів  Азії. Для цуйвану спочатку готують на парі тонкі коржі з тіста, згорнуті валиком, які потім розрізаються на неширокі смужки та змішуються з тушкованим м'ясом та овочами. Для цієї страви зазвичай використовується яловичина або баранина, ріпчаста цибуля та морква, іноді в цуйван додають картоплю, білокочанну капусту, солодкий перець.